# 玻利瓦 (密西西比州)
玻利瓦（英語：Bolivar）是位於美國密西西比州玻利瓦縣的普查規定居民點。

## 人口
根據2020年美國人口普查的數據，玻利瓦的面積為0.65平方千米，皆為陸地。當地共有人口39人，而人口密度為每平方千米60人。